# Барбасена
Барбасена (порт. Barbacena) — муниципалитет в Бразилии, входит в штат Минас-Жерайс. Составная часть мезорегиона Кампу-дас-Вертентис. Входит в экономико-статистический микрорегион Барбасена. Население составляет 124 601 человек на 2006 год. Занимает площадь 788,001 км². Плотность населения — 158,1 чел./км².

## История
Город основан 14 августа 1791 года.
В последней четверти XX века были обустроены и в настоящее время успешно функционируют кампусы Университета штата Минас-Жерайс — третьего по величине ВУЗа штата.

## Статистика
- Валовой внутренний продукт на 2004 год составляет 785 081 232,00 реалов (данные: Бразильский институт географии и статистики).
- Валовой внутренний продукт на душу населения на 2004 год составляет 6467,06 реалов (данные: Бразильский институт географии и статистики).
- Индекс развития человеческого потенциала на 2000 год составляет 0,820 (данные: Программа развития ООН).

## География
Климат местности: горный тропический. В соответствии с классификацией Кёппена, климат относится к категории Cwb.

## Галерея

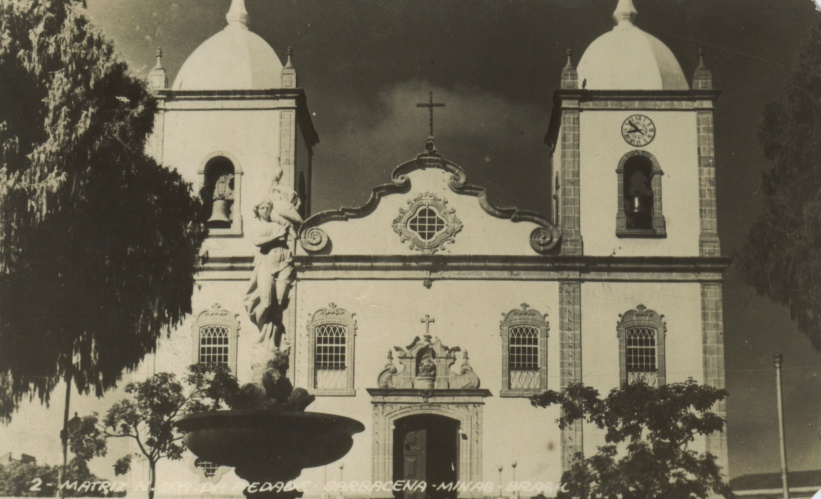
Собор
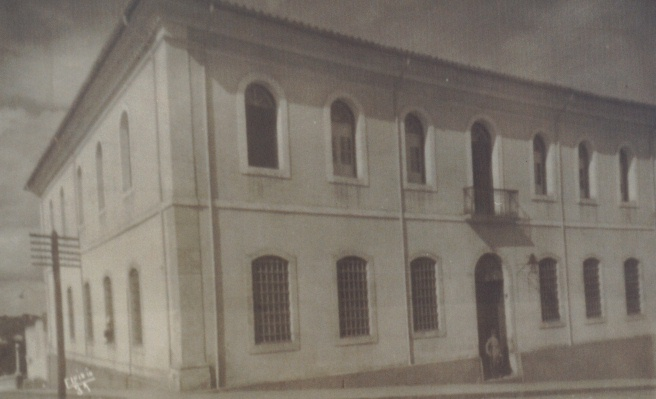
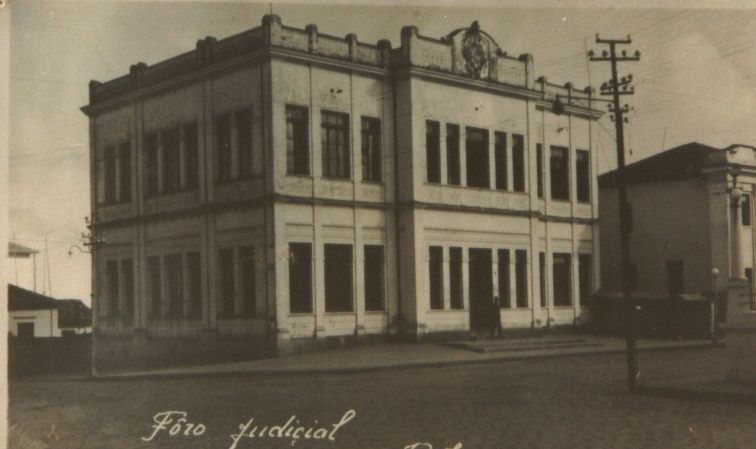
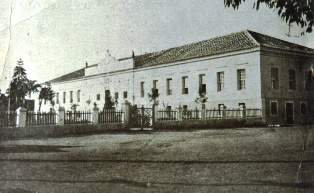

## Персоналии
- Швакке, Вильгельм – ботаник.